# 1931 au cinéma
| Années du cinéma : 1928 - 1929 - 1930 - 1931 - 1932 - 1933 - 1934    |
| Décennies du cinéma : 1900 - 1910 - 1920 - 1930 - 1940 - 1950 - 1960 |

Cet article présente les faits marquants de l'année 1931 au cinéma.

## Événements
- 27 mars : Charlie Chaplin reçoit en France la Légion d'honneur.
- Mai : Naissance des Oscars du cinéma à Hollywood. À l'ouest, rien de nouveau, film de Lewis Milestone reçoit le premier Oscar du meilleur film.
- Mary Pickford fait racheter tous les films muets dans lesquels elle a joué, jugeant qu'ils sont devenus ridicules.
- Le Gaumont-Palace rénové devient la plus grande salle de cinéma du monde avec 6 000 spectateurs.

## Principaux films de l'année
- 30 janvier à Hollywood : Les Lumières de la ville (City lights), de Charles Chaplin avec Charles Chaplin, Harry Myers, Virginia Cherrill.
- 13 février : La Patrouille de l'aube (The Dawn Patrol) de Howard Hawks avec Richard Barthelmess et Douglas Fairbanks Jr.
- 19 février, Berlin : L'Opéra de quat'sous film musical de Georg Wilhelm Pabst adapté de la pièce de Bertolt Brecht, avec Albert Préjean et Margo Lion.
- 18 mars, États-Unis : Tabou de Friedrich Wilhelm Murnau et de Robert Flaherty.
- 15 avril : Le Million de René Clair opérette filmée.
- 11 septembre : Le Bal de Wilhelm Thiele avec Danielle Darrieux.
- 17 octobre : Monnaie de singe (Monkey Business), film de Norman Z. McLeod, avec les Marx Brothers.
- 19 novembre : La Chienne, de Jean Renoir, avec Michel Simon et Janie Marèze.
- 1er décembre : Mistigri de Harry Lachmann.
- 4 décembre : Frankenstein, film de James Whale avec Boris Karloff.
- 4 décembre : Après l'amour, film de Léonce Perret avec Gaby Morlay et Victor Francen.
- 10 décembre, Grande-Bretagne : À l'est de Shanghaï (Rich and Strange) d'Alfred Hitchcock.

Également :
- Agent X 27 (Dishonored) de Josef von Sternberg avec Marlène Dietrich.
- À nous la liberté de René Clair.
- Au pays du Scalp, documentaire sur les Jivaros, de Robert de Wavrin.
- Deux étoiles de la Voie lactée (Yinhe shuangxing), drame de Shi Dongshan.
- Dracula de Tod Browning, avec Bela Lugosi and Dwight Frye.
- Jeunes filles en uniforme de Leontine Sagan.
- La Blonde platine (Platinium blonde) de Frank Capra, avec Loretta Young, Robert Williams, Jean Harlow.
- La Fin du monde d'Abel Gance, avec Abel Gance.
- La Tragédie de la mine (Kameradschaft) comédie dramatique de Georg Wilhelm Pabst avec Fritz Kampers, Alexander Granach et Ernst Busch.
- Le Chemin de la vie de Nikolaï Ekk.
- Le congrès s'amuse, film musical de Erik Charell avec Willy Fritsch, Lilian Harvey, Conrad Veidt.
- L'Ennemi public (The Public Enemy) de William Wellman avec James Cagney et Jean Harlow.
- Le Petit César (Little Caesar) de Mervyn LeRoy avec Edward G. Robinson.
- Marius d'Alexander Korda, scénario de Marcel Pagnol, avec Raimu et Pierre Fresnay.
- Mata Hari, avec Greta Garbo et Lionel Barrymore.
- M le maudit, réalisé par Fritz Lang, avec Peter Lorre.
- On purge bébé, de Jean Renoir, avec Michel Simon.
- Fascination (Possessed), avec Joan Crawford et Clark Gable.
- Sérénade à trois (Design for Living) comédie de Ernst Lubitsch avec Gary Cooper, Miriam Hopkins et Fredric March.
- The Struggle de D. W. Griffith.

## Récompenses

### Oscars
- meilleur film : La Ruée vers l'Ouest (Cimarron) de Wesley Ruggles - MGM
- meilleur acteur : Lionel Barrymore - A Free Soul (Âmes libres)
- meilleure actrice : Marie Dressler - Min and Bill
- Meilleur réalisateur : Norman Taurog, Skippy

## Principales naissances
- 5 janvier : Robert Duvall
- 17 janvier : James Earl Jones († 9 septembre 2024)
- 28 janvier : Lucia Bosè († 23 mars 2020).
- 6 février : Marc de Georgi († 13 juin 2003).
- 8 février : James Dean († 30 septembre 1955).
- 15 février : Claire Bloom
- 26 février : Lawrence Montaigne († 17 mars 2017).
- 5 mars : George Ogilvie (mort le 5 avril 2020)
- 22 mars : William Shatner
- 26 mars : Leonard Nimoy († 27 février 2015).
- 27 mars : David Janssen († 13 février 1980).
- 13 avril : Robert Enrico († 23 février 2001).
- 30 avril : Adriana Asti († 31 juillet 2025)
- 10 mai : 
  - Jacques Richard († 8 août 2002).
  - Ettore Scola († 19 janvier 2016).
- 23 mai : Gunārs Cilinskis († 25 juillet 1992).
- 24 mai : Michael Lonsdale († 21 septembre 2020).
- 25 mai : Pierre Vernier († 9 octobre 2024)
- 28 mai : Carroll Baker
- 5 juin : Jacques Demy († 27 octobre 1990).
- 9 juin : Françoise Arnoul († 20 juillet 2021).
- 17 juin : Yves Barsacq († 4 octobre 2015).
- 22 juin : Arthur Makarov († 3 octobre 1995).
- 1er juillet : Leslie Caron
- 4 juillet : Stephen Boyd († 2 juin 1977).
- 19 juillet : Gunārs Piesis († 9 février 1996).
- 12 septembre : Ian Holm († 19 juin 2020).
- 17 septembre : Anne Bancroft († 6 juin 2005).
- 29 septembre : Anita Ekberg († 11 janvier 2015).
- 25 octobre : Annie Girardot († 28 février 2011).
- 2 novembre : Gérard Barray († 15 février 2024).
- 12 novembre : Dick Clair († 12 décembre 1988).
- 17 décembre : Gerald Perry Finnerman († 6 avril 2011).
- 28 décembre : 
  - Serge Bourrier († 27 décembre 2017).
  - Guy Debord († 30 novembre 1994).

## Principaux décès
- 11 mars : Friedrich Wilhelm Murnau, cinéaste allemand, en Californie (° 28 décembre 1888).